# Notiobiella vicina
Notiobiella vicina är en insektsart som beskrevs av Douglas E. Kimmins 1936. Notiobiella vicina ingår i släktet Notiobiella och familjen florsländor. Inga underarter finns listade i Catalogue of Life.